# 프리티 폴리

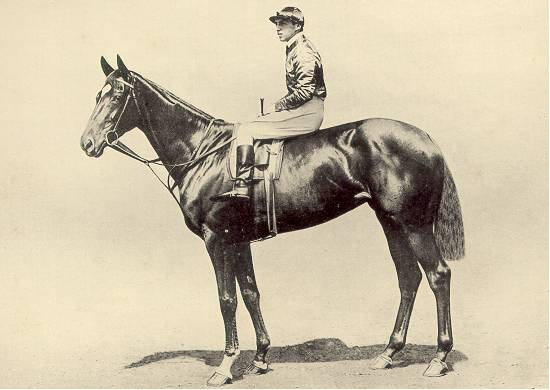

프리티 폴리(Pretty Polly)는 영국산 암말로써 1901년 부마 갈리눌리(Gallinule)와 모마 애드머레이션(Admiration)사이에서 태어났으며, 좌측 앞발목 부위가 하얗고 이마에 흰별점이 있는 것이 외관상 특징이다. 프리티 폴리는 더러브렛종으로서는 너무나 보잘 것 없는 지저분한 털을 지녔고 이로 인해 별로 관심을 끌지 못했다. 그러던 어느날 조교중 프리티 폴리가 2세 준마 델로나이(Delaunay)를 10마신이나 앞지르는 일이 발생한다. 그 후 조련사 길핀(Gilpin)은 이 말에 관심을 갖게 되고 우선 털을 다듬는 일부터 시작하였다. 마체를 모포로 감싸서 땀을 흘리게 하는 등 각고의 노력을 기울인 결과 프리티 폴리는 훌륭한 밤색 털을 지니게 되었고 생애 처음으로 경주마다워 보이기 시작했다. 이 말은 생애 통산 24전 22승의 대기록을 달성하였다.
주요 우승 경력으로는 오크스, 돈캐스터 세인트 레져, 코로내이션 스테이크스, 자키클럽 컵, 코로내이션 컵, 내셔널 브리더스 프로듀스, 샴페인, 크라이테리언 앤 쉬벌리 파크 스레이크스 등을 들 수 있다. 프리티 폴리의 첫 패배는 3세 때 프랑스 ‘쁘리 뒤꽁세일 뮈니시빨’ 대회에서 두 번째 5세 때 ‘애스콧 골드 컵’ 대회에서 배쳐러즈 버턴(Bachelor's Button)에 1마신 차로 뒤져 맞이하게 된다. 프리티 폴리는 경주에서 우승했을 때 관중들의 열렬한 환호를 기다렸고 박수갈채를 받기 전에는 트랙에서 떠나지를 않았다. 그러나 우승을 놓쳤을 때는 의기소침하여 관중들 앞에 나서기를 꺼렸다. 한편 같은 마사에 있던 조이(Joey)라는 말에게 깊은 애정을 표시하였는데, 매 경주 후 폴리는 죠이를 찾았고 그와 함께 승리의 기쁨을 나누기 전에는 어느 누구도 자신의 안장을 내리지 못하게 하였다. 이러한 사실을 알게 된 조련사 길핀은 그 후 폴리가 출주할 때면 항상 죠이를 동행시켰고, 폴리는 늘 우승을 차지하였다. 1906년 조이가 죽은 후 며칠 뒤 개최된 애스콧 골드 컵 대회에서 폴리는 영국에서의 유일한 패배이자 자신의 두 번째 패배를 맞이하였다. 퇴역 후 종빈마로서도 훌륭한 활약을 하여 아이리쉬 더비(Irish Derby) 우승마인 킹 존(King John) 과 같은 명마를 낳기도 하였고, 특히 폴리가 생산한 네 마리의 암말은 오늘날까지 그 혈맥이 유지되고 있다. .